# Joseph Hall
Joseph Hall (Ashby-de-la-Zouch, 1º luglio 1574 – Heigham, 8 settembre 1656) è stato un vescovo anglicano, poeta e scrittore britannico.

## Biografia
Nacque in una famiglia numerosa, formata da ben dodici fratelli e sorelle, a Bristow Park, Ashby-de-la-Zouch, il 1º luglio 1574. Suo padre, John Hall, era un impiegato della Henry Hastings. Sua madre era Winifred Bambridge, una rigida puritana.
Studiò dapprima nella scuola locale Ashby Grammar School e poi, dal 1589, presso l'Emmanuel College a Cambridge, di tendenze religiose puritane. Riscosse un tale successo come studente, tanto da divenire insegnante di retorica per due anni, a partire dal 1595.
Già durante il suo viaggio a Bruxelles nel 1605 ebbe l'occasione di discutere animatamente con i Gesuiti sulla tematica dell'autenticità dei miracoli del suo tempo.
Fu vescovo di Exeter dal 1627 al 1641 e vescovo di Norwich dal 1641 al 1656. 
Oltre alla carriera ecclesiastica, si distinse per quella letteraria, risultando se non proprio il primo inglese, come si definiva lui stesso, sicuramente uno dei primi scrittori satirici del suo Paese, con in più il merito indiscusso di aver introdotto un genere di satira sull'esempio di Giovenale.
La sua opera più significativa concernente il genere satirico fu senza dubbio la raccolta Virgidemiarum (1597), nella quale l'autore si dimostrò polemico, nei primi tre libri nei confronti delle istituzioni e dei costumi, invece nei tre libri successivi si scagliò contro singole personalità del suo tempo celate dietro personaggi di fantasia.
Ancora più interessante risultò lo scritto Characters of Virtues and Vices (Caratteri virtuosi e viziosi, 1608), suddiviso in due libri, dei quali il secondo si mostrò maggiormente efficace e variegato.
Nel 1641 scrisse Un'umile rimostranza alla Camera Alta del Parlamento, opera in cui difendeva la chiesa anglicana dal puritanesimo.
Trascorse gli ultimi tredici anni della sua vita in solitudine, malato e affaticato, nella località di Heigham presso Norwich.
Scrisse la distopia Mundus alter et idem sive Terra Australis incognita antehac semper; Longis itineribus peregrini Academici nuperrime illustrata (1605). L'opera fu un pretesto per descrivere satiricamente la città di Londra, e per criticare la Chiesa cattolica romana. Ispirò Jonathan Swift per i suoi I viaggi di Gulliver.

## Opere principali
- Holy Observations Lib. I (1607).
- Some few of David's Psalmes Metaphrased (1609).
- Three Centuries of Meditations and Vowes, Divine and Morall (1606, 1607, 1609).
- The Arte of Divine Meditation (1607).
- Contemplations on the Historical Passages of the Old and New Testaments (1614).
- Heaven upon Earth, or of True Peace and Tranquillitie of Mind (1606).
- Occasional Meditations (1630).
- Henochisme; or a Treatise showing how to walk with God (1639).
- The Devout Soul; or Rules of Heavenly Devotion (1644).
- The Balm of Gilead (1646, 1752).
- Christ Mysticall; or the blessed union of Christ and his Members (1647).
- Susurrium cum Deo (1659).
- The Great Mysterie of Godliness (1650).
- Resolutions and Decisions of Divers Practicall cases of Conscience (1649, 1650, 1654).